# 万家坝古墓群
万家坝古墓群，位于中华人民共和国云南省楚雄彝族自治州楚雄市鹿城鎮萬家壩社區，是春秋晚期至战国早期墓葬，年代约为公元前5世纪前后。2013年3月5日，中华人民共和国国务院认定其为第七批全国重点文物保护单位。

## 特点
1973年3月，当地民众在农田建设中发现遗址。1975年5月云南省博物馆尝试挖掘，同年10月至1976年1月正式挖掘。发现墓葬80座，均为长方形竖穴土坑，有大墓和小墓两种形制。其中大墓一般长5米、宽2米、深5米以上，在墓壁上发现有盗墓挖掘痕迹。部分墓有二层台、腰坑、边桩、垫土等复杂格局。墓穴均有木棺，按式样的不同可分为带盖独木棺、带盖复合木棺、船形无盖木棺三种类型。小墓较小，一般长2-3米、宽1米、深2米，通常无葬具。
随葬品主要出自万家坝大墓，共有1078件。以青铜器为主，其中矛、戈、剑、钺等兵器数量最多，还有锄、凿等生活工具，鼓、编钟等乐器，镯牌饰等饰品。此外，考古队发现少量陶罐、木盘、玉镯、玛瑙珠、管状锡器等。其中发现23号墓出土的早期铜鼓，经放射性碳素断代为公元前690±90年，为现存发现世界上最早的铜鼓，因此以其为标准件，定为万家坝型铜鼓。此外在万家坝1号墓出土6件羊角编钟。其出土器物兼具洱海地区与滇池地区青铜文化特点，体现出当时文化交汇与势力此消彼长。
1986年7月11日，楚雄市人民政府将万家坝古墓群遗址，定为楚雄市重点文物保护单位。楚雄市文化局在城南万家坝办事处南侧建起“铜鼓魂”石碑。2005年8月23日，以“万家坝古墓群遗址”公布为第二批楚雄州文物保护单位；2013年3月5日，中华人民共和国国务院公布“万家坝古墓群”为第七批全国重点文物保护单位。

## 图库

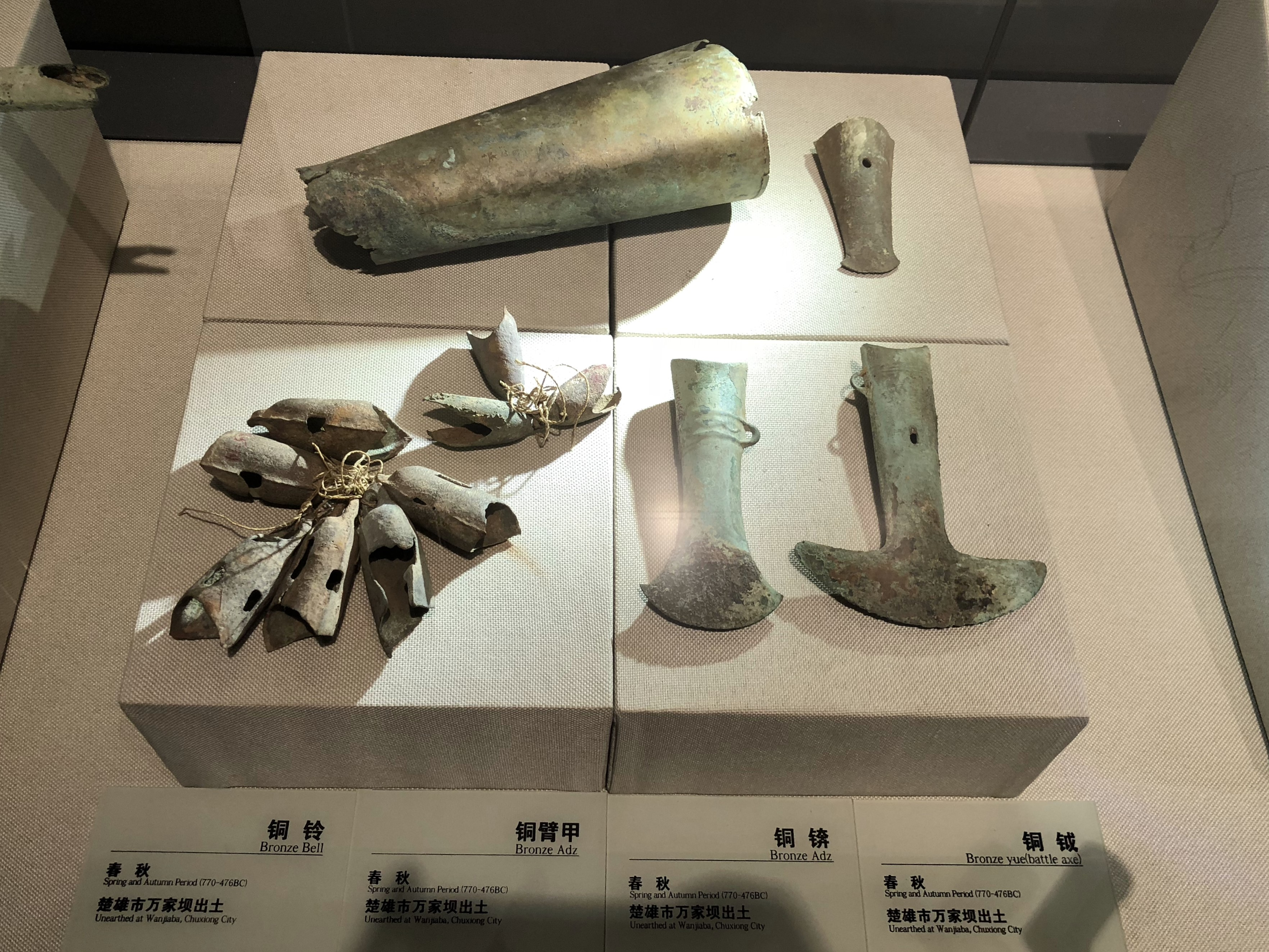
万家坝铜器，现藏于云南省博物馆
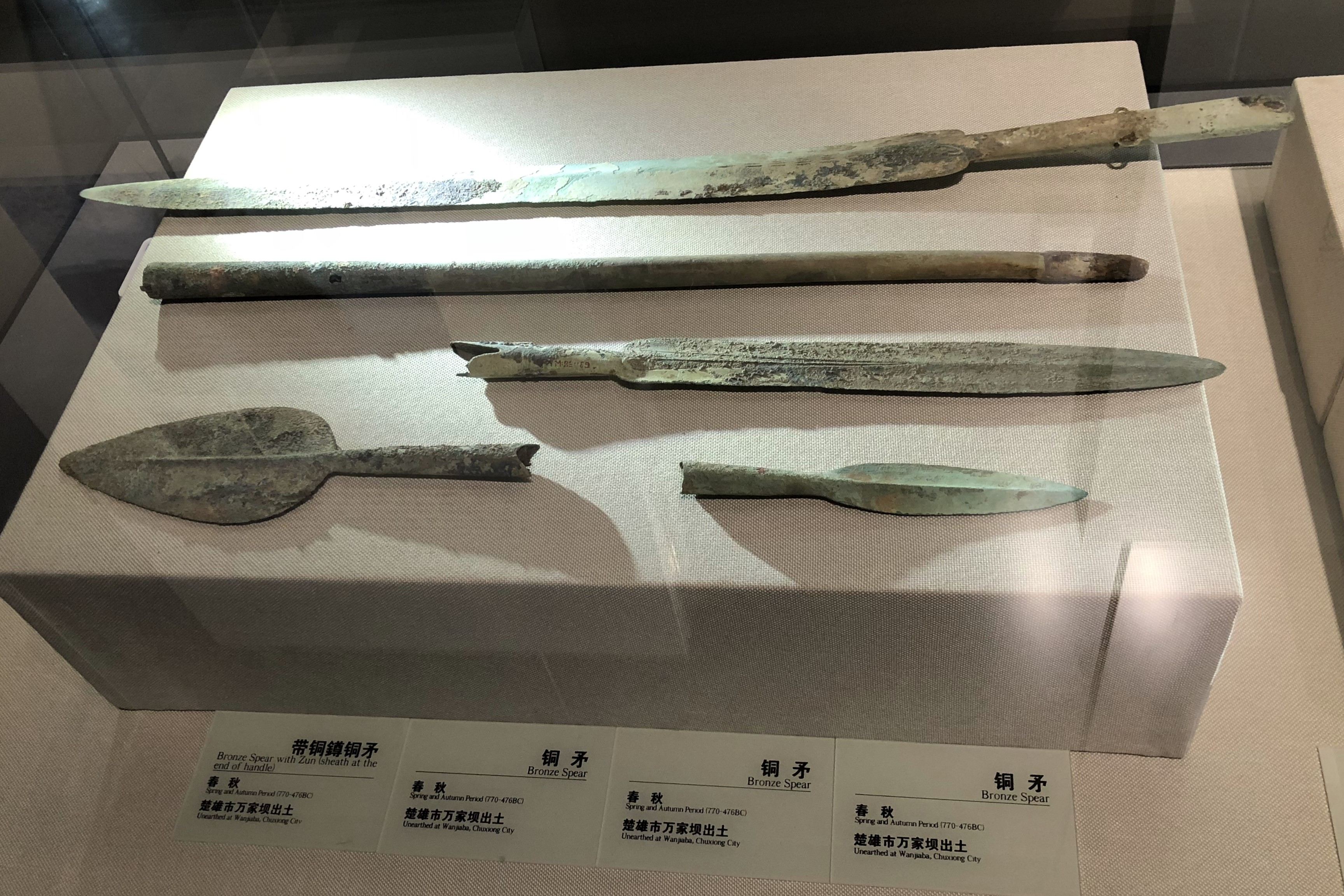
万家坝铜矛，现藏于云南省博物馆
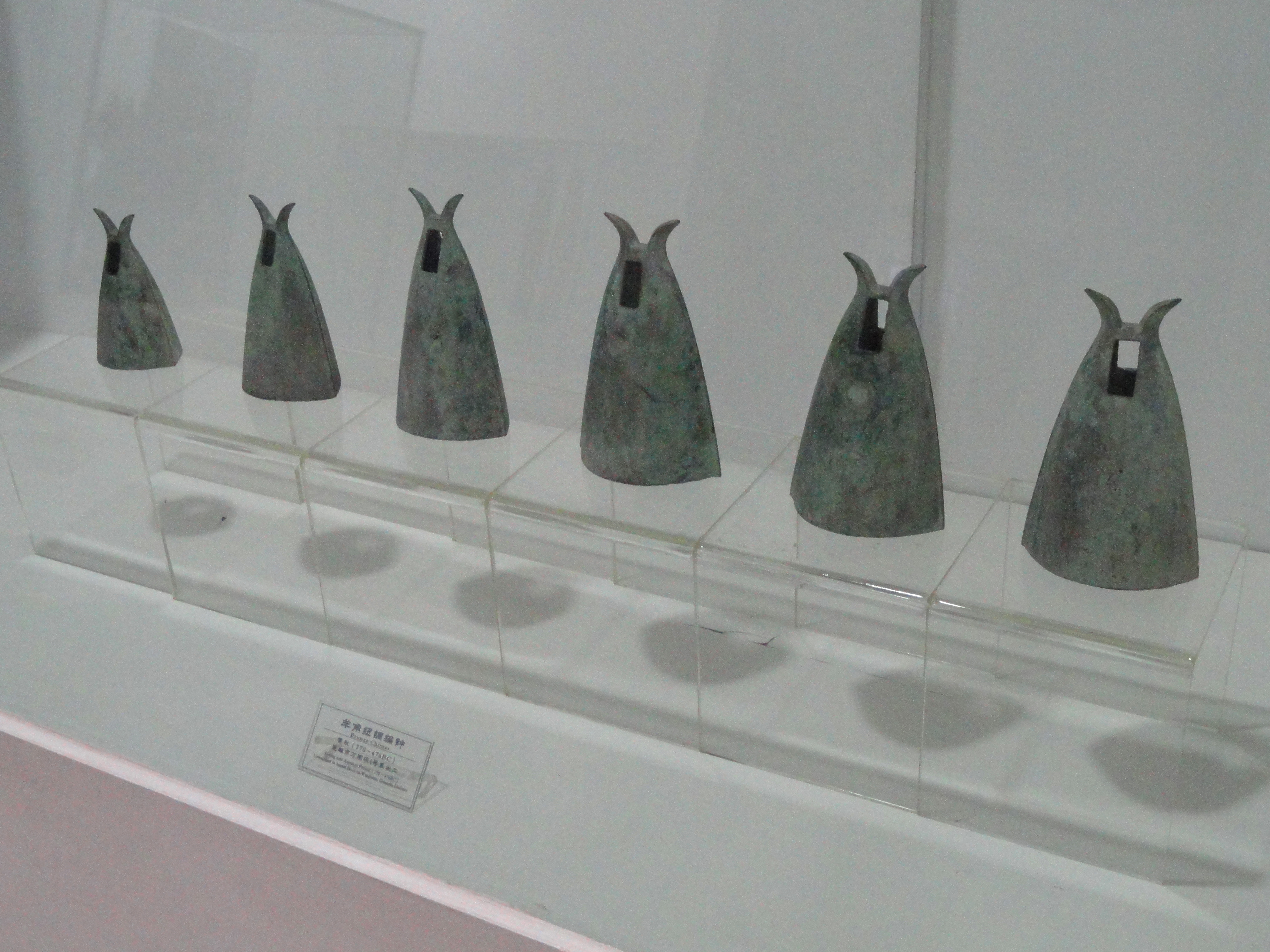
羊角编钟，出土自万家坝1号墓，现藏于云南省博物馆
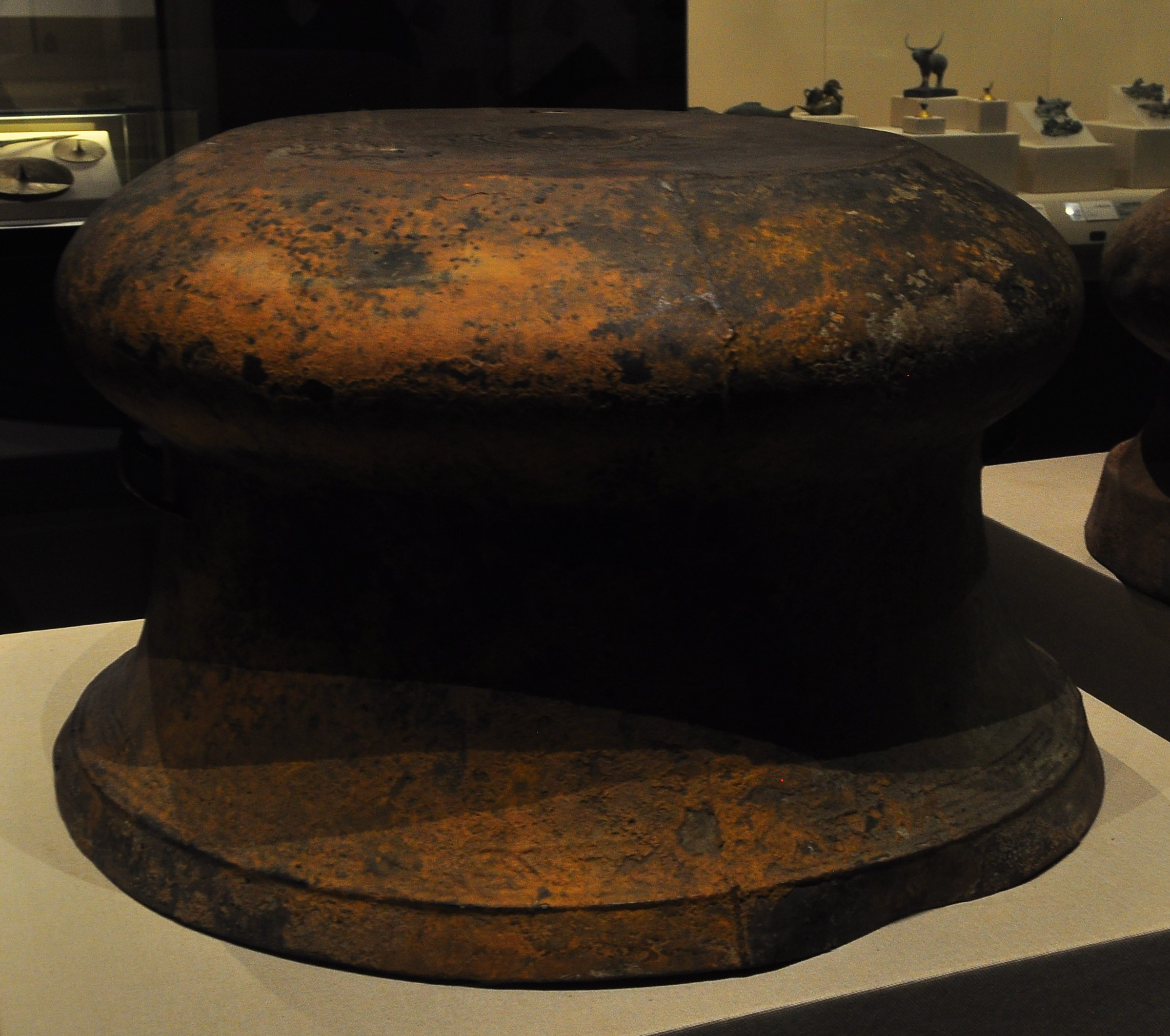
楚雄万家坝23号墓159号铜鼓，鼓面8芒，有烟熏痕迹
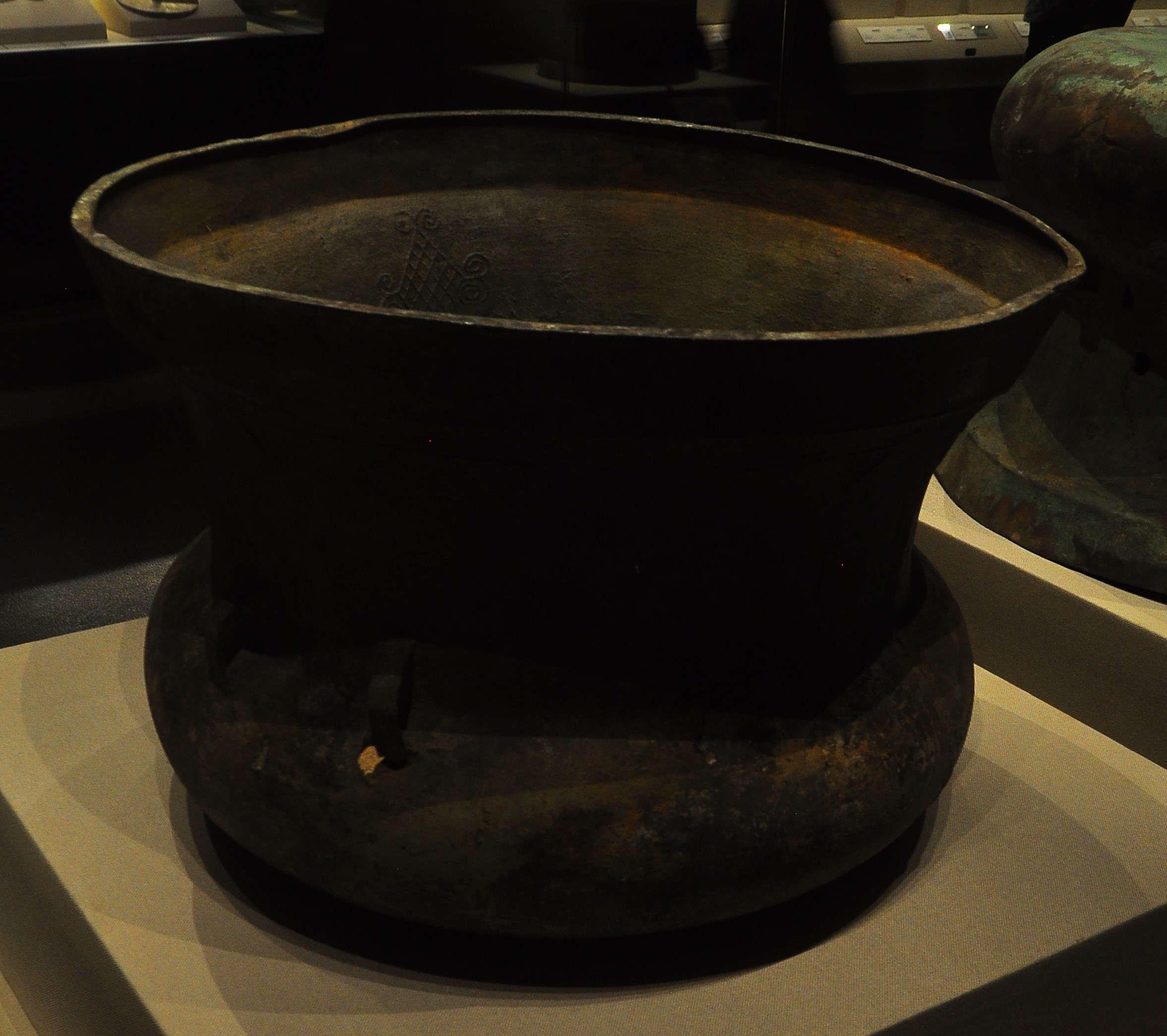
楚雄万家坝23号墓161号铜鼓，内壁有网菱形纹
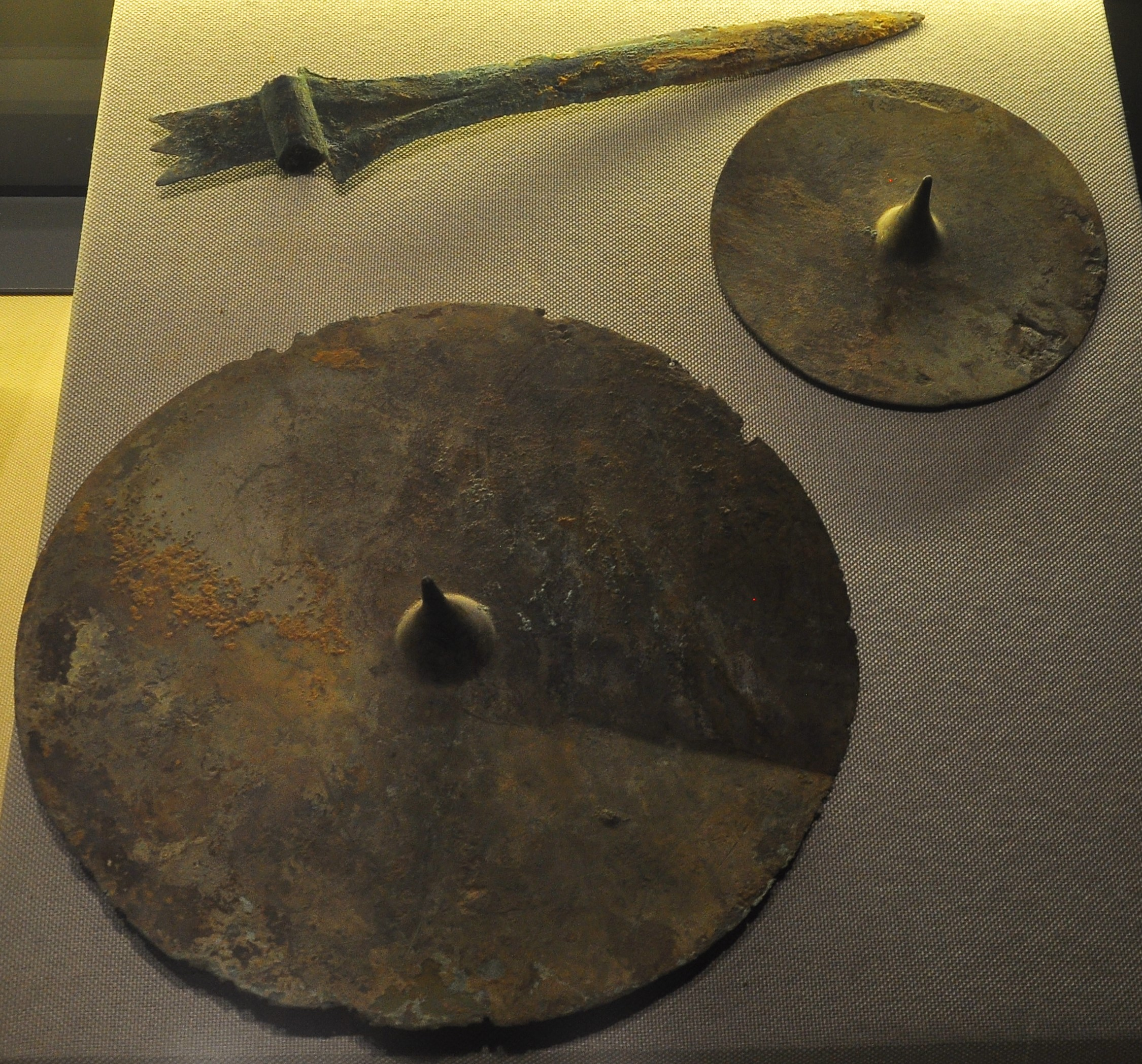
云南省博物馆-春秋-楚雄万家坝-铜戈 圆形铜盾饰片
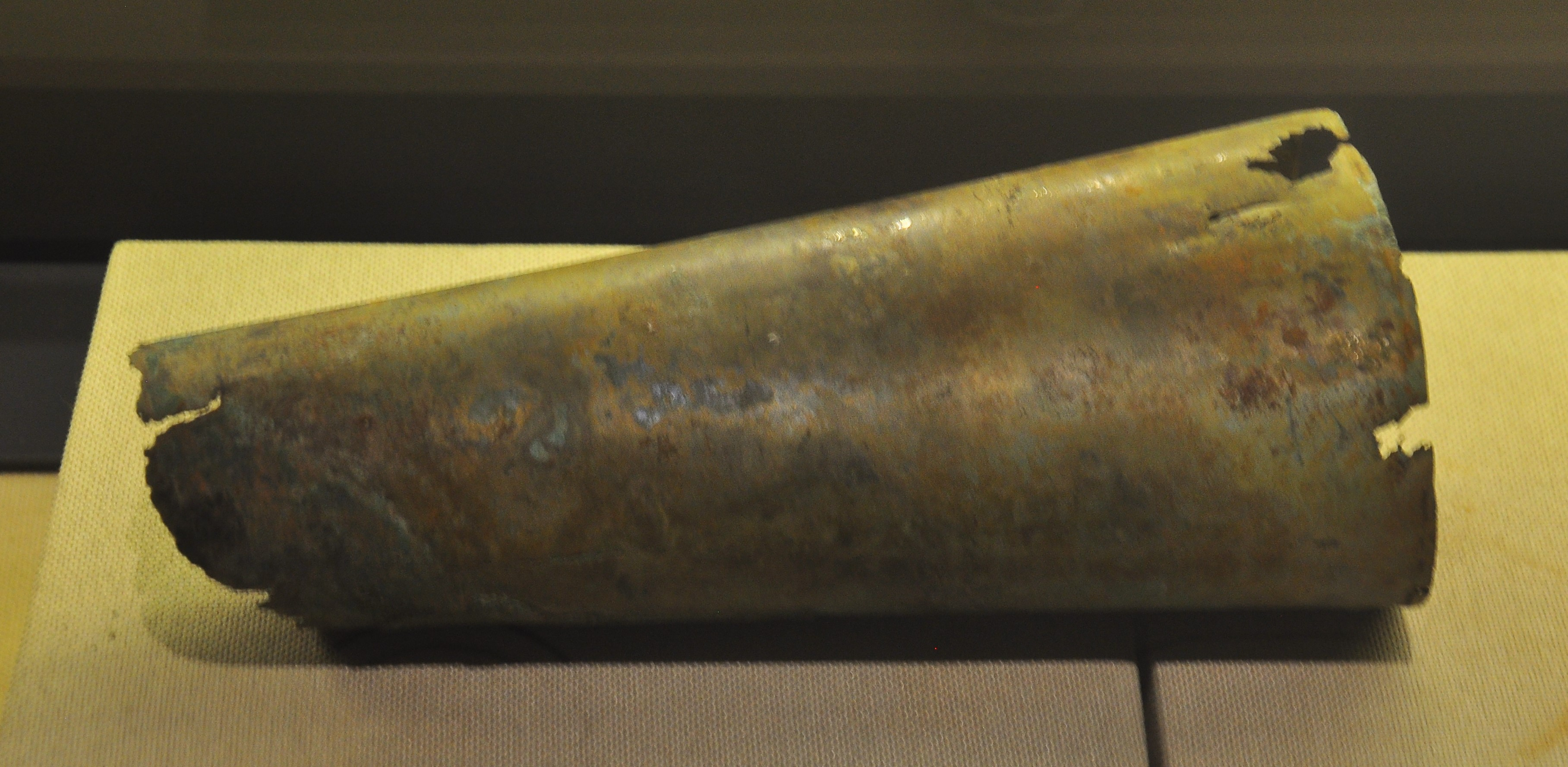
云南省博物馆-春秋-楚雄万家坝-铜臂甲

## 相关
- 万家坝型铜鼓